# Stepove, Pokrovske
Stepove (în ucraineană Степове) este un sat în comuna Berezove din raionul Pokrovske, regiunea Dnipropetrovsk, Ucraina.

## Demografie
Componența lingvistică a localității Stepove
     Ucraineană (100%)
Conform recensământului din 2001, toată populația localității Stepove era vorbitoare de ucraineană (100%).